# Pterolophia ploemi
Pterolophia ploemi är en skalbaggsart som först beskrevs av Lacordaire 1872.  Pterolophia ploemi ingår i släktet Pterolophia och familjen långhorningar. Inga underarter finns listade i Catalogue of Life.